# Augusto de Sajonia-Merseburgo-Zörbig
Augusto, duque de Sajonia-Merseburgo-Zörbig (Merseburgo, 15 de febrero de 1655 - Zörbig, 27 de marzo de 1715), fue un príncipe alemán y miembro de la Casa de Wettin.
Fue el tercer hijo, segundo de los supervivientes, de Cristián I, duque de Sajonia-Merseburgo y Cristina de Schleswig-Holstein-Sonderburg-Glücksburg.

## Biografía
Para proporcionar a sus tres hijos menores con un ingreso que fuera adecuado a su estatus, el duque Cristián I les asignó a cada uno de ellos, antes de su muerte, un pequeño territorio como infantazgo; sin embargo, estos territorios siguieron siendo dependientes de la línea Sajonia-Merseburgo mayor, y sus poderes soberanos estaban severamente limitados. Augusto recibió la ciudad de Zörbig en 1691 y fundó la línea de Sajonia-Merseburgo-Zörbig.
En consecuencia, Augusto trasladó su hogar, de Alt-Stargard, que había recibido de su suegro como dote, a Zörbig. Su gobierno allí hizo que la ciudad floreciera en una manera excepcional. En particular, continuó las medidas de reconstrucción comenzadas por su padre en la región dañada por la guerra de los Treinta Años. 
En 1694 ordenó la reconstrucción del Schloss Zörbig para convertirlo en una residencia nueva y cómoda; sin embargo, Augusto murió antes de que las obras terminasen. Tras su muerte, el castillo fue asignado a su viuda Eduviges y su única hija superviviente Carolina como su residencia.
El duque Augusto murió el 27 de marzo de 1715 a los sesenta años de edad. Su cuerpo fue llevado a Merseburgo y enterrado en un ataúd ostentoso realizado de estaño en la costosa cripta de la catedral de Merseburgo. Puesto que no tenía heredero varón superviviente, el territorio de Sajonia-Merseburgo-Zörbig fue reunido con el ducado de Sajonia-Merseburgo, y su infantazgo volvió a la línea de Sajonia-Merseburgo representada por su sobrino Mauricio Guillermo quien, sin embargo, lo pasó a la viuda de Augusto como un patrimonio vitalicio.

## Matrimonio y descendencia
El 1.º de diciembre de 1686 Augusto se casó con Eduviges de Mecklemburgo-Güstrow en Güstrow. Tuvieron ocho hijos:
1. Cristina Magdalena (n. Zörbig, 11 de marzo de 1687 - m. Merseburgo, 21 de marzo de 1689).
2. Hija nonata (Alt-Stargard, Mecklemburgo, 30 de diciembre de 1689).
3. Carolina Augusta (n. Zörbig, 10 de marzo de 1691 - m. Zörbig, 23 de septiembre de 1743).
4. Eduviges Leonor (n. Zörbig, 26 de febrero de 1693 - m. Zörbig, 31 de agosto de 1693).
5. Gustavo Federico, príncipe heredero de Sajonia-Merseburgo-Zörbig (n. Zörbig, 28 de octubre de 1694 - m. Zörbig, 24 de mayo de 1695).
6. Augusto, príncipe heredero de Sajonia-Merseburgo-Zörbig (n. Zörbig, 26 de febrero de 1696 - m. Zörbig, 26 de marzo de 1696).
7. Mellizos nonatos (1707).